# Estación Falkner
Falkner es una estación de ferrocarril ubicada en la localidad del mismo nombre, Departamento Nueve de Julio, Provincia de Río Negro, Argentina.

## Ubicación
Se encuentra a 85 km al oeste de la localidad de Valcheta.

## Servicios
Por sus vías transitan formaciones de cargas y de pasajeros de la empresa Tren Patagónico S.A.. Los trenes de pasajeros no presentan parada en esta estación.